# Tisová (Plzeň)
Tisová è un comune della Repubblica Ceca facente parte del distretto di Tachov, nella regione di Plzeň.